# Martin Campbell (Badminton)

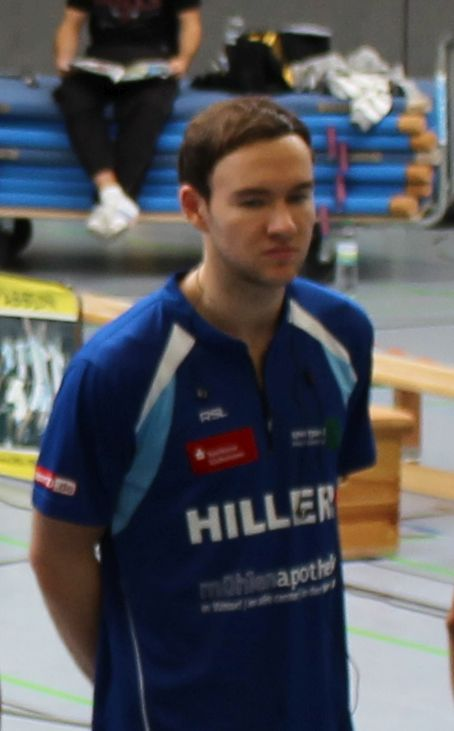
Martin Campbell am 12. Oktober 2014

Martin Campbell (* 26. Juli 1990 in Edinburgh) ist ein schottischer Badmintonspieler. 

## Karriere
Martin Campbell qualifizierte sich für die Badminton-Weltmeisterschaft 2011. Dort startete er im Herrendoppel mit Angus Gilmour. Beide unterlagen jedoch gleich in ihrem Auftaktmatch gegen Ross Smith und Glenn Warfe aus Australien und wurden somit 33. in der Endabrechnung. Bei den Welsh International 2011 unterlag er mit Gilmour im Finale den Engländern Chris Coles und Matthew Nottingham. Auch im Finale der Irish Future Series 2012 unterlag er den Walisern Daniel Font und Oliver Gwilt. Bei den Iceland International 2012 verlor er erneut im Endspiel mit Patrick MacHugh. 2013 gewann er bei den Bulgarian Open mit Machugh seinen ersten internationalen Titel. Bei den Iceland International 2014 gelang ihm sein zweiter Triumph. Bei den Portugal International 2014 erreichte er erneut das Finale. An der Seite seiner Landsfrau Jillie Cooper gewann er 2014 bei den Romanian Internationals seinen ersten Titel im Mixed.
Seit 2012 läuft Martin Campbell für den deutschen Zweitligisten Blau-Weiss Wittorf Neumünster auf.